# Freelancers
Freelancers ist ein US-amerikanisches Filmdrama von Jessy Terrero aus dem Jahr 2012 mit 50 Cent, Forest Whitaker und Robert De Niro in den tragenden Rollen.

## Handlung
Der Vater von Malo wird angeschossen und in den Kofferraum seines Autos eingesperrt. Malo, der auf der Rückbank saß und fliehen konnte, sieht das Auto explodieren.
Jahre später hat er erfolgreich seine Polizeiausbildung abgeschlossen und feiert mit seinen Kollegen in einer Kneipe seinen Abschluss. Joe Sarcone spricht ihn an und sagt ihm, er sei der Partner seines Vaters gewesen und er solle in eine Bar gehen, wo er auf ihn wartet. Malo tut das. Joe erklärt ihm, dass die Korruption ein Bonussystem ist; wenn jemand Geld beschlagnahmt, nimmt sich jeder etwas davon. Er bietet ihm an, bei sich zu arbeiten. Malo nimmt das Angebot an. Er arbeitet mit LaRue zusammen und merkt schnell, dass dieser drogensüchtig ist.
Als Malo und LaRue auf Streife sind, werden sie als Verstärkung gerufen. Sie treffen ein und sehen zwei Streifenwagen mit vier Polizisten, zwei Farbige und zwei Weiße, die ihre Waffen auf einen Farbigen, der einen anderen mit einer Schusswaffe bedroht, richten. Als Malo und LaRue aussteigen, übernimmt LaRue das Kommando und erreicht, dass er die Waffe fallen lässt. Officer Burke will den Verdächtigen festnehmen, doch Officer Morrison will ihm selbst die Handschellen anbringen. Malo richtet daraufhin seine Waffe auf Morrison und bringt ihn dazu, den Mund zu halten. LaRue gestattet ihm, den Verdächtigen festzunehmen und ihn Burke zu übergeben. Als Morrison die Handschellen anlegt, greift der Verdächtige seine Dienstwaffe und nimmt Morrison als Geisel, doch er kann schnell wieder beruhigt werden und lässt den Officer frei. Als Malo und LaRue weiterfahren, gibt der Verdächtige LaRue ein Päckchen Drogen und LaRue lässt ihn laufen. Burke lässt den anderen Verdächtigen auch laufen.
Am nächsten Tag sehen Malo und LaRue auf ihrer Streife zwei Mädchen, die versuchen, in eine Wohnung einzubrechen. Das eine Mädchen erzählt eine lange Geschichte von ihrem Freund, der dort wohnt, doch das interessiert LaRue nicht. Als sie sagt, er verticke Marihuana, bricht er die Wohnungstür auf und durchsucht die Wohnung. Er stößt auf Geld und das versprochene Marihuana. Als eines der Mädchen sieht, dass er sich das Geld einsteckt, erschießt LaRue das Mädchen. Das andere rennt weg und Malo läuft hinterher, kurz darauf wird sie vom Bus überfahren und ist tot.
LaRue und Malo bringen das Geld zu Joe und teilen es auf. Da es ein erfolgreicher Tag war, amüsieren die beiden sich in einem Bordell.
Als Malo allein unterwegs ist, sieht er einen Drogendealer, der ihm beim letzten Mal entwischt ist, und will ihn festnehmen, doch er rennt weg. Malo rennt hinterher und landet in einem leerstehenden Fabrikgebäude, in dem der Flüchtige auf ihn wartet und ihm dann die Waffe wegschlägt. Es beginnt eine Schlägerei und der Dealer kann bis zum Ende des Gebäudes fliehen, bis Morrison ihn niederschlägt. Malo nimmt ihn fest.
Am Abend trifft er sich mit einer Frau, um über ihren verstorbenen Mann, einen Bekannten, zu reden. Er brachte sich, ohne einen Abschiedsbrief zu hinterlassen, um. Sie sagt, Joe hätte seinen Vater umgebracht.
LaRue, Malo und zwei weitere korrupte Polizisten besuchen eine Pferderennbahn, um einen möglichen Drogenfund nachzugehen, und stoßen auf den Bruder der Exfreundin von Malo. Das Zimmer, in dem sie sich befinden, ist voll mit Drogen. Malo erschießt ihn und schlägt LaRue nieder. Die anderen packen die Drogen ein und tragen LaRue in einen Kofferraum. Als LaRue aus dem Kofferraum geholt wird, erschießt er die zwei Männer, die er sieht, und wird von einem Dritten erschossen.
An einem Abend sitzt Malo mit Joe in einem Auto und sie reden. Sie werden von der Polizei verfolgt, da Malo Joe verpfiffen hat. Als sie in einer leeren Gasse stehen bleiben, reden sie weiter über Malos Vater. Joe sagt, er hätte falsche Entscheidungen getroffen, er hätte alle verraten wollen. Er erzählt die ganze Geschichte über Malos Vater. Währenddessen gibt der Einsatzleiter den Befehl, zuzugreifen, wenn Joe den Wagen verließe. Als er das macht, wird er von einem Scharfschützen erschossen.

## Hintergrund
An der Realisierung von Freelancers waren die Filmproduktionsgesellschaften Grindstone Entertainment Group, Cheetah Vision und Emmett / Furla Films beteiligt.
Der Film lief nicht in den US-amerikanischen und deutschen Kinos. Die DVD-Premiere in den USA war am 10. August 2012. In Deutschland erschien der Film am 29. November 2012 auf DVD und Blu-ray Disc bei Constantin.
Er wurde von der Grindstone Entertainment Group, Cheetah Vision und Emmett/Furla Films mit einem Budget von 11 Millionen US-Dollar produziert.

## Rezeption
Das Lexikon des internationalen Films urteilte, dass der Film wenig spannend, eher unterdurchschnittlich und aufgesetzt cool sei, und dass auch die US-Stars sich diesem Niveau anpassen würden.

„Freelancers ist De Niros zweitschlechter Film aus 2012 nach Red Lights. Helf uns, es wird noch zwei mehr geben.“